# بيجاي
بيجاي (بالصينية: 毕节市) هي مدينة من مدن الصين. يبلغ عدد سكانها 6536370 نسمة حسب إحصائيات سنة 2010. يبلغ ارتفاع المدينة عن سطح البحر قرابة 1723 متر. تبلغ مساحتها 26853 كم².

## وصلات خارجية
- الموقع الرسمي